# Ślemień (village)
Pour les articles homonymes, voir Ślemień.
Ślemień est un village de la voïvodie de Silésie et du powiat de Żywiec. Il est le siège de la gmina de Ślemień et comptait 1 977 habitants en 2008.